# Зелёный блок
«Зелёный блок», или «Токийский блок», — филателистическое название почтового блока СССР, выпущенного 31 июля 1964 года в ознаменование XVIII Олимпийских игр в Токио (ЦФА [АО «Марка»] #3085; Mi #Block33). Первый номерной блок, изданный в СССР.

## Описание
На блоке изображена гимнастка на фоне олимпийского спортивного комплекса в Токио (художник Е. Д. Анискин). За основу рисунка взята фотография из журнала «Физкультура и спорт» № 10 за 1961 год, страница 19, на которой вольные упражнения выполняет гимнастка, олимпийская чемпионка Тамара Люхина (Замотайлова). Порядковые номера на блоках печатались красной краской.
В дни открытия и закрытия Олимпийских игр использовались специальные почтовые штемпели для гашения блока в Москве.

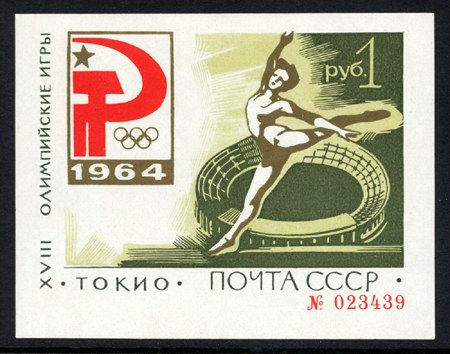
Тип II — разновидность «Сломанная звезда»

Известна разновидность этого блока (тип II) — «Сломанная звезда» (верхний луч звезды деформирован), которая оценивается несколько дороже нормального I типа.
Издан в количестве 35 тысяч экземпляров, что является самым малым тиражом для выпусков почты СССР после 1945 года. Некоторые филателисты считают данный блок крупноформатной маркой.

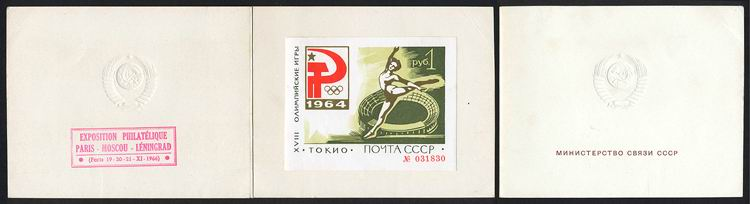
Презентационный буклет Министерства связи СССР. Бесцветное тиснение герба СССР на обложке, оттиск штампа филателистической выставки «Exposition philatélique Paris — Moscou — Leningrad» (1966)